# Palmira (Venezuela)
Palmira é uma cidade venezuelana, capital do município de Guasimos.